# リュウビンタイ科
リュウビンタイ科（Marattiaceae）はシダ植物門の分類群。大型の常緑性シダで、熱帯・亜熱帯の森林に自生する。日本では本州南岸以南に2属5種自生する。塊状の地下茎から複葉を出す。

## 概説
リュウビンタイ科はハナヤスリ類とともに、「真嚢シダ類」とも呼ばれる。これは胞子嚢が複数の細胞に由来し、複数の細胞層に包まれているためである（それ以外のシダは薄嚢シダ類といい、胞子嚢は単一の細胞層に包まれる）。現生種は Angiopteris（リュウビンタイ属）、Christensenia、Danaea、Marattia（リュウビンタイモドキ属）の4属からなり、そのほかに化石種も多数知られている。

## 下位分類
リュウビンタイ属はオセアニアからマダガスカルにかけて分布し、葉は羽状複葉、大型で長さ9メートルに及ぶものもある。リュウビンタイ（竜鱗、Angiopteris lygodiifolia）は本州南岸（伊豆半島以南）から台湾に自生し、観葉植物としても栽培する。
リュウビンタイモドキ属は熱帯（特に山地）に広く分布する。地下茎は球状で、食用にされるものもある。葉は羽状複葉。リュウビンタイモドキ（Marattia boninensis）が小笠原諸島に自生する。
Christensenia属は東南アジアに分布し、掌状複葉をつける。
Danaea属は熱帯アメリカに産し、2回羽状複葉で、栄養葉と別に胞子葉が出る。

## 系統
以下に、Smith et al. 2006による系統樹を示す。

|  | マツバラン科 |
|  |              |
|  | ハナヤスリ科 |
|  |              |

|  | トクサ科         |
|  |                  |
|  | リュウビンタイ科 |
|  |                  |
|  | シダ綱           |
|  |                  |

|  | マツバラン科 |
|  |              |
|  | ハナヤスリ科 |
|  |              |

|  | トクサ科         |
|  |                  |
|  | リュウビンタイ科 |
|  |                  |
|  | シダ綱           |
|  |                  |

このようにシダ植物門ではまずマツバランとハナヤスリの群が一番基底で分岐し、その残りのうちでトクサ類と本科が残りのシダ植物全部に対して姉妹群となる。そのため、本科は単独で独立の目、及び綱としている。